# Ел Джефферсон
Ел Джефферсон (англ. Al Jefferson; 4 січня 1985) — американський професійний баскетболіст, центровий «Індіана Пейсерз».

## Кар'єра у НБА
Джефферсон був обраний на драфті 2004 під 15 номером клубом «Бостон Селтікс». У дебютному сезоні виступав найчастіше на позиції важкого форварда. Взяв участь у 71 грі, один раз вийшов у стартовій п'ятірці.
У наступному сезоні Джефферсон погіршив статистичні показники через часті проблеми зі здоров'ям.
У сезоні 2006-07 Джефферсон спробував себе на позиції центрового, оскільки в «Селтікс» були проблеми з цією позицією через травми. Він вперше в кар'єрі більше одного разу за сезон набрав не менше 20 очок за гру; 3 березня 2007 Джефферсон встановив особистий рекорд результативності (32 очка за гру), а через 2 дні був названий гравцем тижня. Джефферсон завершив сезон із дабл-даблом у середньому за гру.
31 липня 2007 Ел перейшов у «Міннесоту Тімбервулвз». Сезон 2007-08 став першим у кар'єрі Джефферсона, у якому він взяв участь в усіх 82 іграх регулярної першості. Більше того — у всіх 82 іграх він виходив у стартовій п'ятірці.
У січні 2008 Джефферсон вдруге в кар'єрі був названий гравцем тижня. 27 січня 2008 він встановив новий особистий рекорд результативності — 40 очок за гру. 8 квітня 2008 Ел повторив цей результат. За підсумками сезону Джефферсон став одним із чотирьох гравців, котрі набирали в середньому за гру не менше 20 очок та 10 підбирань.
У сезоні 2008-09 Джефферсон взяв участь лише у перших 50 іграх регулярної першості — завершення сезону він пропустив через травму.
13 лютого 2010 Джефферсон набрав 26 підбирань за гру — він встановив новий клубний рекорд. 13 липня 2010 Ел перейшов у «Джаз».

### Статистика кар'єри в НБА

#### Регулярний сезон
| Сезон   | Команда               | GP  | GS  | MPG  | FG%  | 3P%  | FT%  | RPG  | APG | SPG | BPG | PPG  |
| ------- | --------------------- | --- | --- | ---- | ---- | ---- | ---- | ---- | --- | --- | --- | ---- |
| 2004–05 | Бостон Селтікс        | 71  | 1   | 14.8 | .528 | .000 | .630 | 4.4  | .3  | .3  | .8  | 6.7  |
| 2005–06 | Бостон Селтікс        | 59  | 7   | 18.0 | .499 | .000 | .642 | 5.1  | .5  | .5  | .8  | 7.9  |
| 2006–07 | Бостон Селтікс        | 69  | 60  | 33.6 | .514 | .000 | .681 | 11.0 | 1.3 | .7  | 1.5 | 16.0 |
| 2007–08 | Міннесота Тімбервулвз | 82  | 82  | 35.6 | .500 | .000 | .721 | 11.1 | 1.4 | .9  | 1.5 | 21.0 |
| 2008–09 | Міннесота Тімбервулвз | 50  | 50  | 36.7 | .497 | .000 | .738 | 11.0 | 1.6 | .8  | 1.7 | 23.1 |
| 2009–10 | Міннесота Тімбервулвз | 76  | 76  | 32.4 | .498 | .000 | .680 | 9.3  | 1.8 | .8  | 1.3 | 17.1 |
| 2010–11 | Юта Джаз              | 82  | 82  | 35.9 | .496 | .000 | .761 | 9.7  | 1.8 | .6  | 1.9 | 18.6 |
| 2011–12 | Юта Джаз              | 61  | 61  | 34.0 | .492 | .250 | .774 | 9.6  | 2.2 | .8  | 1.7 | 19.2 |
| 2012–13 | Юта Джаз              | 78  | 78  | 33.1 | .494 | .118 | .770 | 9.2  | 2.1 | 1.0 | 1.1 | 17.8 |
| 2013–14 | Шарлот Бобкетс        | 73  | 73  | 35.0 | .509 | .200 | .690 | 10.8 | 2.1 | .9  | 1.1 | 21.8 |
| 2014–15 | Шарлотт Горнетс       | 65  | 61  | 30.6 | .481 | .400 | .655 | 8.4  | 1.7 | .7  | 1.3 | 16.6 |
| 2015–16 | Шарлотт Горнетс       | 47  | 18  | 23.3 | .485 | .000 | .649 | 6.4  | 1.5 | .6  | .9  | 12.0 |
| Кар'єра | Кар'єра               | 813 | 649 | 30.6 | .498 | .129 | .707 | 8.9  | 1.5 | .7  | 1.3 | 16.7 |

#### Плей-оф
| Сезон   | Команда         | GP | GS | MPG  | FG%  | 3P%  | FT%  | RPG | APG | SPG | BPG | PPG  |
| ------- | --------------- | -- | -- | ---- | ---- | ---- | ---- | --- | --- | --- | --- | ---- |
| 2005    | Бостон Селтікс  | 7  | 0  | 19.4 | .415 | .000 | .750 | 6.4 | .3  | .6  | 1.1 | 6.1  |
| 2012    | Юта Джаз        | 4  | 4  | 35.3 | .529 | .000 | .250 | 8.5 | 2.5 | 1.3 | .8  | 18.3 |
| 2014    | Шарлот Бобкетс  | 3  | 3  | 35.3 | .491 | .000 | .800 | 9.3 | .7  | .3  | 1.7 | 18.7 |
| 2016    | Шарлотт Горнетс | 7  | 5  | 24.0 | .506 | .000 | .692 | 6.1 | 1.1 | .6  | .4  | 13.3 |
| Кар'єра | Кар'єра         | 21 | 12 | 26.2 | .494 | .000 | .676 | 7.1 | 1.0 | .7  | .9  | 12.6 |